# 柔毛薯蓣
柔毛薯蓣（学名：Dioscorea martini）是薯蓣科薯蓣属的植物，为中国的特有植物。分布在中国大陆的云南、四川、贵州等地，生长于海拔700米至1,900米的地区，多生长在沟谷、溪边以及林缘，目前尚未由人工引种栽培。